# 奇異博士
奇異博士（英語：Doctor Strange）是一位出現在漫威漫畫中的超級英雄，擁有強大的魔法能力，是漫威世界中領頭級的一線英雄。
在IGN的超級英雄票選中被選為第38名最受喜歡的角色。

## 人物
史蒂芬·文森特·史傳奇（Stephen Vincent Strange）出生於1930年，在11歲時因為救助了他的妹妹而開始對醫學產生了興趣，但在他正式成為了一位醫生時，父母跟妹妹分別因病及意外離世。大受打擊的他性格開始變得冷酷，不再相信醫生的天職是救人，而只是把醫術當作是賺錢的工具。
後來一場車禍使他的手受到創傷，使得他再也無法進行手術。失去工作能力的史傳奇發狂似地四處尋求醫治他雙手的方法，但每次都無功而返，就在他幾乎散盡家財時，聽到了關於西藏的一位神秘古老魔法師古一的傳說。史傳奇費盡千辛萬苦總算見到了「至尊魔法師」古一，但他卻因為史傳奇人品上的問題而拒絕醫治他。在史傳奇的懇求下終於被古一收為徒弟，史傳奇接受了古一的教誨，重新找回了自己的目的，並擊敗了墮落的師兄莫度男爵。
出師的史傳奇帶著夥伴王回到美國，並開始利用自己的魔法能力解決各種超自然事件。這段時間他認識了許多超級英雄，例如蜘蛛人、復仇者聯盟等。同時也樹立了許多敵人，例如多瑪暮和捲土重來的莫度男爵等。
之後，古一為阻止來自異次元的古老邪靈欰魔-葛拉斯的入侵而捐軀，奇異博士接受大神維山帝的任命成為地球的至尊魔法師。
在系列漫畫《魔法崩毀時》中有描述到奇異博士接任至尊魔法師之後因為長期使用強大的魔法咒語而導致嚴重的後座力。古一生前有教導過『打人與被打同樣痛』，於是奇異博士在施法消滅怪物時，同樣的傷害也會反彈到他身上，以至於他的身體逐漸異於常人：只能吞食異次元怪物充飢（因為腸胃系統已經無法消化普通食物）並由王隨侍照料。奇異博士其後培訓了一批屬於自己的弟子並把他留在西藏，但他所不知的是王已經把這批弟子轉用為代受魔法反彈的容器，各個弟子身上都有不同的變異，例如畸瘤、燙瘢和出血等傷害。因此奇異博士頂多是不能食人間煙火，但是其他的損害沒有顯現在本人身上。在面對唯物帝國的侵略時動用了禁忌的亞特蘭提斯黑魔法，利用從眼窩及口中噴出的血擊毀唯物帝國的機械，但也使多名弟子折損。

## 能力
奇異博士身為守護漫威宇宙的至尊魔法師，有著超乎想像的強大力量和頂尖的魔法能力，並擁有歷代至尊魔法師的知識和傳下來的魔法，奇異博士亦是漫威宇宙中最強大的魔法師。
奇異博士能靠星體投射來讓自己隱形和穿透物體，在星體投射的形態下能夠自由地穿透物質世界和以思維的速度來移動。即使是處於星體型態，但奇異博士依然擁有足夠的力量摧毀整個Kathulos星球，並且能以魔法屏障抵擋近距離的星球爆發。
奇異博士擁有將各種生物流放到異空間和異次元的能力，亦可以感知到時間及空間的異常，以此讓他能提防時間旅行者、異空間侵略者和外星人的攻擊。奇異博士可以暫停及減慢時間的流動，也能進行時間旅行，但只有在極度專注的情況下才能施展這項能力，在2016年電影《奇異博士》的設定中確認該能力與無限寶石中的時間寶石有所關聯。
奇異博士能夠透過一個管道從強大的魔法實體獲得源源不絕的強大力量，他甚至可以吸收宇宙存在或半神的力量 。奇異博士也可以引導近乎全能的神秘或非神秘實體──稱為Principalities──幾乎無限的能量，來強化他的咒語， 因此有人說「奇異博士就如同神一般強大」。他的力量提供者主要為維山帝，是由阿迦莫多、霍戈斯及歐希特所組成的三位一體神明。此外，他也借用過歐克泰森斯（共八人的惡魔團體）、佐姆、撒旦尼許甚至邪靈多瑪暮的力量。奇異博士能藉由強大純粹的意志力直接搶奪他人的能量，這種魔法不需要使用任何魔法咒語。由於此能力被認定為黑魔法，所以奇異博士本人很少使用。
奇異博士擁有微弱的心靈感應能力，可以透過魔法或道具來強化這項能力。奇異博士亦可以將其靈魂分離出他的身體。在這種狀態下，他不需要呼吸、進食或睡眠，並且不會受任何物理法則所影響，還能穿透物體和隱形。某次將意識脫離肉體到魔法維度與莫度男爵展開對決並取得勝利。
奇異博士擁有十分長壽的生命。奇異博士能召喚Ikonn的幻術使對方看到曾經殺死過的人的影像，曾經藉以擊敗行星吞噬者。奇異博士能開啟額頭正中的天眼，使用天眼能直接看見重疊於不同次元但存在於同一個地方的怪物。奇異博士平時主要是依靠披在肩上的浮懸斗篷直接飛行，也可以把斗篷當成魔毯乘坐並搭載多人移動。
奇異博士擁有催眠別人的能力，亦能創造出防護罩，主要的招式為「熾天使之盾（Shield of the Seraph）」。
奇異博士亦擁有束縛別人的能力，能利用紅色的魔帶捆綁敵人，可同時對多人使用。名稱為「深紅桎梏（Crimson Band）」
此外，奇異博士亦擁有煉金術、念力、瞬間移動、跨空間傳送、隔空召喚物品、看穿謊言和劈砍的能力
奇異博士的漂浮斗篷（原文「Cloak」）是一塊紅色並加上繡黃滾邊的斗篷，可以算是奇異博士的象徵物。除了斗篷型態以外也可以依場合更換為低調的造型如圍巾等。佩戴在頸上的阿迦莫多之眼擁有控制時間的能力，奇異博士曾利用阿迦莫多之眼燒穿時間本身的結構，追蹤回到過去的莫度。

## 其他媒體

### 電影
- 《奇异博士》（1978年）：奇異博士由Peter Hooten飾演。
- 《奇異博士：至尊巫師》（2007年）：動畫電影，配音員為布萊斯·約翰遜。
- 漫威電影宇宙：由班奈狄克·康柏拜區飾演奇異博士[2]。
  - 《美國隊長2》（2014年）：未出場，名字被提及。
  - 《奇異博士》（2016年）
  - 《雷神索爾3：諸神黃昏》（2017年）：客串。
  - 《復仇者聯盟3：無限之戰》（2018年）
  - 《復仇者聯盟4：終局之戰》（2019年）
  - 《蜘蛛人：無家日》（2021年）
  - 《奇異博士2：失控多重宇宙》（2022年）
  - 《復仇者聯盟：末日之戰》（2026年）

### 電視劇
- 《終極蜘蛛人》（2012年）：電視動畫，配音員：Jack Coleman[3]、利亞姆·奧布萊恩[4]。
- 漫威電影宇宙：由班奈狄克·康柏拜區回歸飾演奇異博士。
  - 《無限可能：假如…？》（2021-2023年）[5][6]：動畫劇集，配音演出。

### 遊戲
- 《樂高漫威超級英雄》：於死侍bonus關卡登場，為玩家可使用角色之一
- 《漫威英雄 Online》：玩家創角時可選擇奇異博士為遊戲角色，或另付費購買。
- 《漫威：未來之戰》：手機遊戲，奇異博士是玩家可使用角色之一。
- 《漫威超級戰爭》
- 《漫威：未來革命》
- 《漫威午夜之子》
- 《漫威爭鋒》：由利亞姆·奧布萊恩配音。

### 遊樂設施
- 奇異博士：秘法之旅（英语：Doctor Strange: Journey into the Mystic Arts）